# ويليام دا سيلفا باربوسا
ويليام دا سيلفا باربوسا هو لاعب كرة قدم برازيلي في مركز الوسط، ولد في 2 يونيو 1978 في ساو باولو في البرازيل. لعب مع نادي بيلينزونا ونادي تارانتو 1927 ونادي تاركسيين راينباوز ونادي فاليتا ونادي كومو وهيلاس فيرونا.

## وصلات خارجية
- ويليام دا سيلفا باربوسا على موقع الاتحاد الأوربي (الإنجليزية)
- ويليام دا سيلفا باربوسا على موقع قاعدة بيانات كرة القدم.إي يو (الإنجليزية)
- ويليام دا سيلفا باربوسا على موقع Soccerway.com (الإنجليزية)